# Geoffrey Holmes (ishockeyspelare)
Geoffrey Holmes, född 19 februari 1894 i Toronto, död 7 maj 1964 i Woking, var en brittisk ishockeyspelare. Han blev olympisk bronsmedaljör i Chamonix 1924.

## Meriter
- OS-brons 1924